# Liste der diplomatischen Vertretungen im Libanon

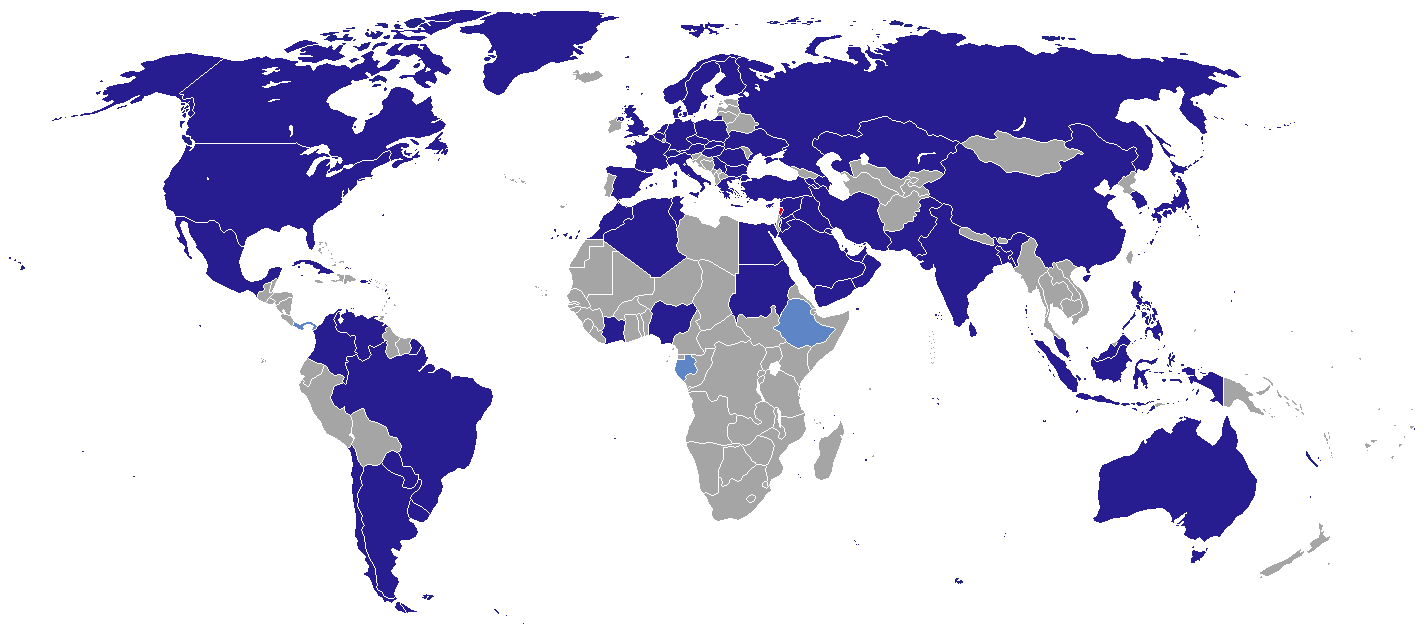
Staaten mit einer Botschaft im Libanon

Die Liste der diplomatischen Vertretungen im Libanon führt Botschaften und Konsulate auf, die im asiatischen Staat Libanon eingerichtet sind (Stand 2019).

## Botschaften in Beirut
71 Botschaften sind in der libanesischen Hauptstadt Beirut eingerichtet (Stand 2019).

### Staaten
| - Algerien: Botschaft - Antigua und Barbuda: Botschaft - Argentinien: Botschaft - Armenien: Botschaft - Australien: Botschaft - Österreich: Botschaft - Aserbaidschan: Botschaft - Bangladesch: Botschaft - Belgien: Botschaft - Brasilien: Botschaft - Bulgarien: Botschaft - Kanada: Botschaft - Chile: Botschaft - Volksrepublik China: Botschaft - Kolumbien: Botschaft - Kuba: Botschaft - Zypern: Botschaft - Tschechien: Botschaft - Dänemark: Botschaft - Ägypten: Botschaft - Finnland: Botschaft - Frankreich: Botschaft - Deutschland: Botschaft - Griechenland: Botschaft | - Ungarn: Botschaft - Indien: Botschaft - Indonesien: Botschaft - Iran: Botschaft - Irak: Botschaft - Italien: Botschaft - Elfenbeinküste: Botschaft - Japan: Botschaft - Jordanien: Botschaft - Kasachstan: Botschaft - Kuwait: Botschaft - Malaysia: Botschaft - Mexiko: Botschaft - Marokko: Botschaft - Niederlande: Botschaft - Nigeria: Botschaft - Norwegen: Botschaft - Oman: Botschaft - Pakistan: Botschaft - Palästina: Botschaft - Paraguay: Botschaft - Philippinen: Botschaft - Polen: Botschaft | - Katar: Botschaft - Rumänien: Botschaft - Russland: Botschaft - Saudi-Arabien: Botschaft - Serbien: Botschaft - Slowakei: Botschaft - Südkorea: Botschaft - Spanien: Botschaft - Sri Lanka: Botschaft - Sudan: Botschaft - Schweden: Botschaft - Schweiz: Botschaft - Syrien: Botschaft - Tunesien: Botschaft - Türkei: Botschaft - Ukraine: Botschaft - Vereinigte Arabische Emirate: Botschaft - Vereinigtes Königreich: Botschaft - Vereinigte Staaten: Botschaft - Uruguay: Botschaft - Venezuela: Botschaft - Jemen: Botschaft |

### Vertretungen Internationaler Organisationen
- Malteserorden: Botschaft
- Vatikanstadt: Botschaft